# Introducing Joss Stone
Introducing Joss Stone é o terceiro álbum da cantora inglesa de R&B e soul Joss Stone, foi lançado em 2007 pela gravadora EMI.
A pré-produção começou em Barbados em 2006 e foi gravado no Compass Point Studios nas Bahamas. O álbum foi todo produzido pelo renomado pelo músico de neo soul Raphael Saadiq.
O álbum ficou em décimo segundo lugar em vendas na parada UK Albums Chart vendendo 27.000 cópias apenas na primeira semana de vendas e vendeu mais de 120 mil cópias apenas na primira semana de vendas nos Estados Unidos. 
Em Março de 2007, a EMI anunciou que o álbum tinha ultrapassado 1.3 milhões de cópias vendidas no mundo e 608 mil copias foram vendidas em dois mês no Estados Unidos sendo cerfiticado de disco de ouro pelas vendas. 
Álbum conta com 2 Singles a nível mundial, Esse álbum é um álbum de trabalho diferente de todos os que Joss já lançou, devido as suas faixas terem um estilo mais pop e soul contemporâneo e em seus videoclipes, onde Joss aparece mais mulher, mais madura e com cabelos ruivos e ondulados, o que diferencia seus antigos videoclipes onde aparece com cabelos loiros. Sem dúvida, Introducing Joss Stone é um dos trabalhos mais maduros de Joss, mas muito criticada pelo novo visual adotado para divulgação do disco, assim como aconteceu com Stripped da Christina Aguilera. 

## "Introducing Joss Stone" no Brasil
O CD obteve grande êxito no Brasil, O single Tell Me 'bout It foi muito bem aceito ficando na #13 na parada brasileira, fazendo bastante sucesso que foi incluindo na coletânea Luv!, Vol. 3. Seu segundo single, Tell Me What We're Gonna Do Now foi bem mais aceito, ficou na #12 na parada brasileira. O terceiro single oficial do álbum foi "Baby Baby Baby" foi lançanda em algumas rádios da Europa e do Brasil e como single promocional da novela Sete Pecados, fez sucesso moderado no Brasil, não sendo tão bem sucedido quanto aos dos dois primeiros singles nem chegou entra na parada brasileira, mas foi incluinda nas coletâneas O Melhor das Novelas: Internacional e Mulher: Internacional . Ela veio ao Brasil para fazer 5 apresentações nas cidades Rio de Janeiro, São Paulo, Curitiba e Porto Alegre, para promover o cd. De Acordo com a Revsita Veja, Introducing já vendeu 30 mil cópias no Brasil.

## Faixas
1. "Change (Vinnie Jones Intro)" (Glenn Standridge, Tarsha Proctor-Standridge) – 0:35
2. "Girl They Won't Believe It" (Joss Stone, Raphael Saadiq) – 3:15
3. "Headturner" (Stone, Billy Mann, Otis Redding)  – 3:16
4. "Tell Me 'Bout It" (Stone, Saadiq, Jake and the Phatman) – 2:48
5. "Tell Me What We're Gonna Do Now" (featuring Common) (Stone, Alonzo "Novel" Stevenson, Tony Reyes, Common) – 4:22
6. "Put Your Hands on Me" (Stone, Saadiq) – 2:58
7. "Music" (featuring Lauryn Hill) (Alecia Moore, Stone, Stevenson, Reyes, Lauryn Hill, Wyclef Jean, Samuel Michel) – 3:41
8. "Arms of My Baby" (Stone, Danny P, Jonathan Shorten) – 2:52
9. "Bad Habit" (Stone, Danny P, Shorten) – 3:48
10. "Proper Nice"  (Stone, Saadiq, Robert Ozuna, Chalmers "Spanky" Alford, Vincent Corea, Jeanne Roberts) – 3:24
11. "Bruised but Not Broken" (Diane Warren) – 4:15
12. "Baby Baby Baby" (Stone, Danny P, Shorten) – 4:34
13. "What Were We Thinking" (Stone, Saadiq) – 4:24
14. "Music Outro" (Stone, Saadiq) – 3:48

### Edição iTunes
1. "Nothing Better Than" – 3:52
2. Digital Booklet - Introducing Joss Stone

### Edição Japonesa
1. "Big Ol' Game" (Stone, Saadiq) – 4:29
2. "My God" (Stone, Saadiq) – 3:50
3. "Tell Me 'bout It" (Video)

### Edição de Luxo com DVD
1. In the Studio
2. Common
3. Strings
4. Choosing Songs
5. On the Set - "Tell Me 'bout It"
6. Tour Rehearsal
7. "Tell Me 'bout It" (Video)

### Edição Especial com CD
1. "L-O-V-E" (Long Version) (Bert Kaempfert, Milt Gabler) – 2:47
2. "Gimme Shelter" (Angélique Kidjo featuring Joss Stone) (Jagger/Richards)  – 4:10
3. "Big Ol' Game" – 4:29
4. "My God"  – 3:49
5. "Music" (Live from the Bowery Ballroom) – 4:00
6. "Super Duper Love" (Live from the Bowery Ballroom) (Willie Garner) – 5:29
7. "Tell Me 'bout It" (Live from the Bowery Ballroom) – 5:20
8. "What Were We Thinking" (Live from the Bowery Ballroom) – 5:25
9. "Tell Me 'bout It" (A Yam Who? Club Rework) – 9:38

## Paradas
| Parada (2007)                          | Melhor posição |
| -------------------------------------- | -------------- |
| Billboard 200 (EUA)                    | 2              |
| Billboard Top R&B/Hip-Hop Albums (EUA) | 4              |
| Billboard Top Internet Albums (EUA)    | 2              |
| Billboard Top Digital Albums (EUA)     | 2              |
| Billboard Tastemakers (EUA)            | 6              |
| Billboard Comprehensive Albums (EUA)   | 2              |
| Parada de Álbuns Alemã                 | 6              |
| Parada de Álbuns Australiana           | 15             |
| Parada de Álbuns Urbanos Australiana   | 4              |
| Parada de Álbuns Austríaca             | 8              |
| Parada de Álbuns Belga (Flandres)      | 5              |
| Parada de Álbuns Belga (Valônia)       | 36             |
| Parada de Álbuns Brasileira            | 11             |
| Parada de Álbuns Britânica             | 12             |
| Parada de Álbuns de R&B Britânica      | 3              |
| Parada de Álbuns Canadense             | 6              |
| Parada de Álbuns de R&B Canadense      | 1              |

| Parada (2007)                         | Melhor posição |
| ------------------------------------- | -------------- |
| Parada de Álbuns Checa                | 28             |
| Parada de Álbuns Dinamarquesa         | 38             |
| Parada de Álbuns Européia             | 3              |
| Parada de Álbuns Francesa             | 22             |
| Parada de Álbuns Internacionais Grega | 5              |
| Parada de Álbuns Holandesa            | 1              |
| Parada de Álbuns Irlandesa            | 27             |
| Parada de Álbuns Italiana             | 7              |
| Parada de Álbuns Japonesa             | 37             |
| Parada de Álbuns Neozelandesa         | 17             |
| Parada de Álbuns Norueguesa           | 27             |
| Parada de Álbuns Polonesa             | 25             |
| Parada de Álbuns Portuguesa           | 9              |
| Parada de Álbuns Sueca                | 31             |
| Parada de Álbuns Suíça                | 2              |
| Parada de Álbuns Taiwanesa            | 10             |
| United World Chart                    | 1              |

## Certificações
| País           | Certificador | Certificação | Vendas  |
| -------------- | ------------ | ------------ | ------- |
| Áustria        | IFPI         | Ouro         | 10,000  |
| Brasil         | ABPD         | -            | 30,000  |
| Canadá         | Music Canada | Ouro         | 50,000  |
| Suíça          | IFPI         | Platina      | 30,000  |
| Estados Unidos | RIAA         | Ouro         | 608,000 |